# Stanisław Truszkowski (ksiądz)
Stanisław Truszkowski (ur. 1917 w Krakowie, zm. 1986 tamże) – duchowny Kościoła rzymskokatolickiego, były wieloletni proboszcz parafii św. Antoniego w Bronowicach Małych.

## Życiorys
Ksiądz Stanisław był synem Witolda, kupca z Sukiennic, i Marii z Fleiszmannów. Urodził się w 1917 roku w Krakowie. W latach 1936–1939 studiował na krakowskiej Akademii Handlowej. W czasie okupacji był urzędnikiem Związku Spółdzielni Spożywców „Społem”. Studia teologiczne rozpoczął na tajnym Seminarium Duchownym w Krakowie, a po wojnie kontynuował na Wydziale Teologicznym Uniwersytetu Jagiellońskiego. Święcenia kapłańskie przyjął w 1949 roku. 15 sierpnia 1957 roku został przeniesiony do parafii św. Antoniego Padewskiego w Bronowicach Małych i tutaj pracował już do końca swojego życia. Od 1957 roku był proboszczem. W latach 60' XX wieku rozpoczął budowę tutejszego kościoła na miejscu starej drewnianej kaplicy, która wcześniej była częścią tutejszego dworu. Zmarł w Krakowie w 1986 roku, mając 69 lat.
Jego bratem był Andrzej Truszkowski (1918-2007), taternik i alpinista, współpracownik Fundacji im. Brata Alberta w Radwanowicach. 

## Upamiętnienie
Na prośbę parafian nazwano w 1992 roku jedną z ulic Krakowa jego nazwiskiem. Znajduje się ona na zachodzie Bronowic Małych i łączy ul. Tetmajera z ul. Pasternik. Po jej zachodniej stronie biegnie granica Tenczyńskiego Parku Krajobrazowego.